# Charles City, Iowa
Charles City är en stad (city) i Floyd County, i delstaten Iowa, USA. Enligt United States Census Bureau har staden en folkmängd på 7 544 invånare (2011) och en landarea på 16,1 km². Charles City är huvudort i Floyd County.